# Buchhof (Birgland)
Buchhof ist ein bayerischer Weiler, der zur Gemeinde Birgland im Oberpfälzer Landkreis Amberg-Sulzbach gehört.

## Geografie
Der Weiler im Norden des Oberpfälzer Jura ist einer von 42 amtlich benannten Gemeindeteilen der Gemeinde Birgland im westlichen Teil der Oberpfalz. Das auf einer Höhe von 535 m ü. NHN gelegene Buchhof ist etwa sieben Kilometer von dem ostnordöstlich liegenden Pfarrdorf Illschwang entfernt, in dem die Birglander Gemeindeverwaltung ihren Sitz hat.

## Geschichte

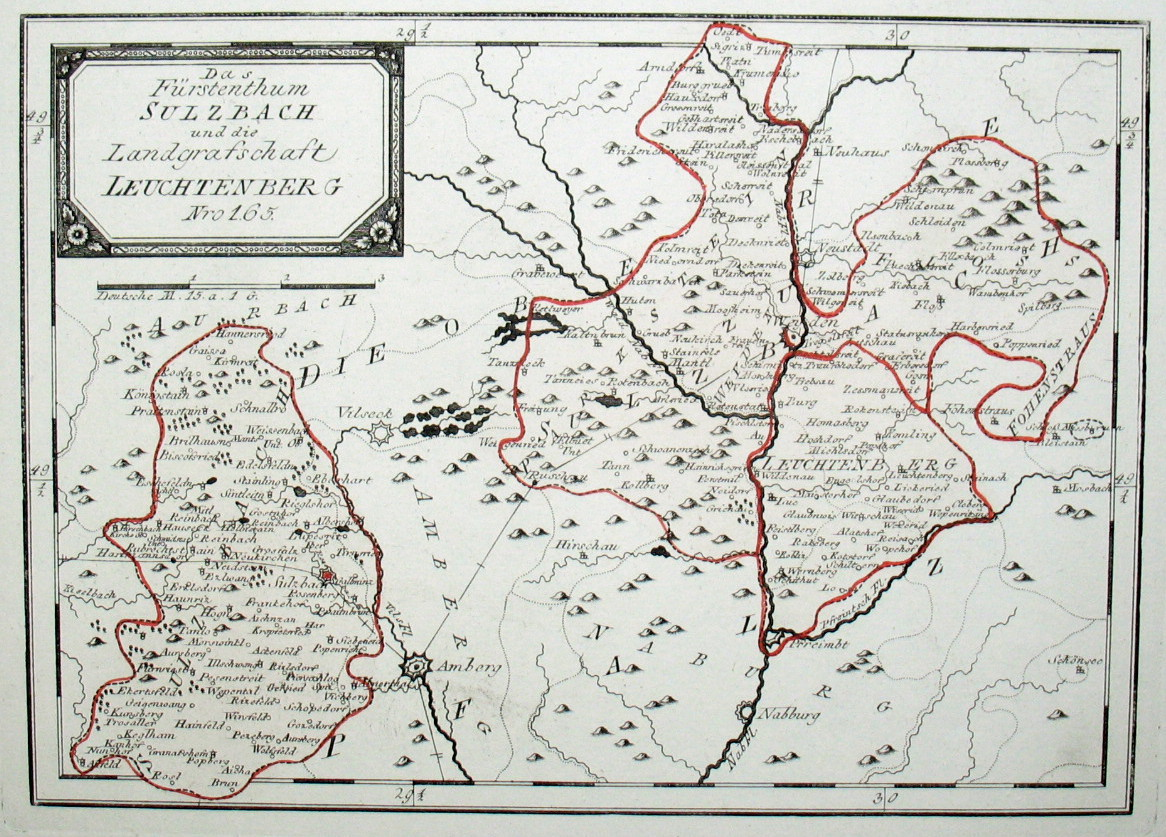
Das Territorium des Herzogtums Sulzbach mit dem Gebiet des Landrichteramtes Sulzbach im Südwesten

Zum Ende des Heiligen Römischen Reiches unterstand der bis 1777 kurpfälzische Ort der Landeshoheit des Kurfürstentums Pfalzbaiern. Die damalige Einöde gehörte dabei zum Landrichteramt Sulzbach, das der südwestliche Teil des wittelsbachischen Herzogtums Sulzbach war. Im Rahmen des im Herzogtum Sulzbach seit 1652 geltenden Simultaneums waren die evangelischen Einwohner der aus einem Anwesen bestehenden Ortes nach Fürnried gepfarrt, die katholischen Einwohner der Pfarrei in Heldmannsberg zugeordnet.
Durch die Verwaltungsreformen zu Beginn des 19. Jahrhunderts im Königreich Bayern wurde Buchhof mit dem Zweiten Gemeindeedikt im Jahr 1818 ein Bestandteil der Landgemeinde Eckeltshof, zu der auch die Orte Kegelheim, Pleishof, Troßalter und Wolfertsfeld gehörten. Im Zuge der kommunalen Gebietsreform in Bayern in den 1970er Jahren wurde Buchhof zusammen mit der gesamten Gemeinde Eckeltshof am 1. Juli 1972 in die neu gebildete Flächengemeinde Birgland eingegliedert. Im Jahr 1987 zählte Buchhof elf Einwohner.

## Verkehr
Eine aus dem Südsüdwesten von Eckeltshof kommende Gemeindeverbindungsstraße bindet den Ort an das Straßenverkehrsnetz an. Der ÖPNV bedient den Weiler nicht, die nächste Haltestelle der Rufbuslinie 24 des VGN befindet sich in Eckeltshof. Der am schnellsten erreichbare Bahnhof befindet sich in Sulzbach-Rosenberg an der Bahnstrecke Nürnberg–Schwandorf.

## Persönlichkeiten
- Johann Flierl (* 16. April 1858 in Buchhof; † 30. September 1947 in Neuendettelsau), evangelisch-lutherischer Missionar und Gründer der Neuendettelsauer Mission in Neuguinea